# El trigo está verde
El maiz está verde es una película para televisión, basada en la obra de Emlyn Williams The Corn is Green.	

## Argumento
Una profesora encargada de educar a la población infantil rural, pobre y analfabeta, descubre en uno de sus alumnos un gran potencial.

## Otros créditos
- Productor asociado: Eric Rattray
- Diseño de producción: Carmen Dillon
- Dirección artística: Terry Pritchard
- Montaje: Richard Marden y John Wright
- Asistente de dirección: Barry Langley
- Editor musical: Kenneth Hall
- Decorados: Michael Lierton
- Diseño de vestuario: David Walker
- Maquillaje: Ann Brodie (maquillaje) y Ramon Gow (peluquería)

## Premios
- Katharine Hepburn estuvo nominada en los Emmy como mejor actriz en Serie limitada o Especial.
- El vestuario creado por David Walker también estuvo nominado en los Emmy como Mejor vestuario en Serie limitada o Especial.